# Irma Becerra
Irma Lizeth Becerra Monterroso es una escritora y filósofa hondureña.

## Biografía
Doctorada en filosofía por la Universidad de Münster, de Alemania. Es directora de la Editorial Batkún, fundada por su padre, el escritor e historiador hondureño Longino Becerra. Está casada con Gerhard Rummel, con quien colabora en la editorial, junto a otros integrantes de la familia. Durante el Golpe de Estado en Honduras de 2009, manifestó su oposición y se manifestó a favor de una transformación democrática del país.

## Obras
- 1992 - La América encubierta[3][4]
- 1994 - Filosofía e historia[5]
- 1999 - Educación integrativo reconstructiva: principios de una filosofía social y educativa de la hondureñidad para el fortalecimiento democrático de la autoconciencia ciudadana[6][7]
- 2004 - Filosofía y democratización pedagógica conferencias 1999-2003[8][9]
- 2007 - Formación en valores de resistencia civil: aportes de ética espontánea ciudadana[10]
- 2007 - Honduras: educación y valores[11]
- 2014 - Pensando filosofía[12]
- 2021 - "En defensa sublime de la mujer"